# معبد دايزن-إن

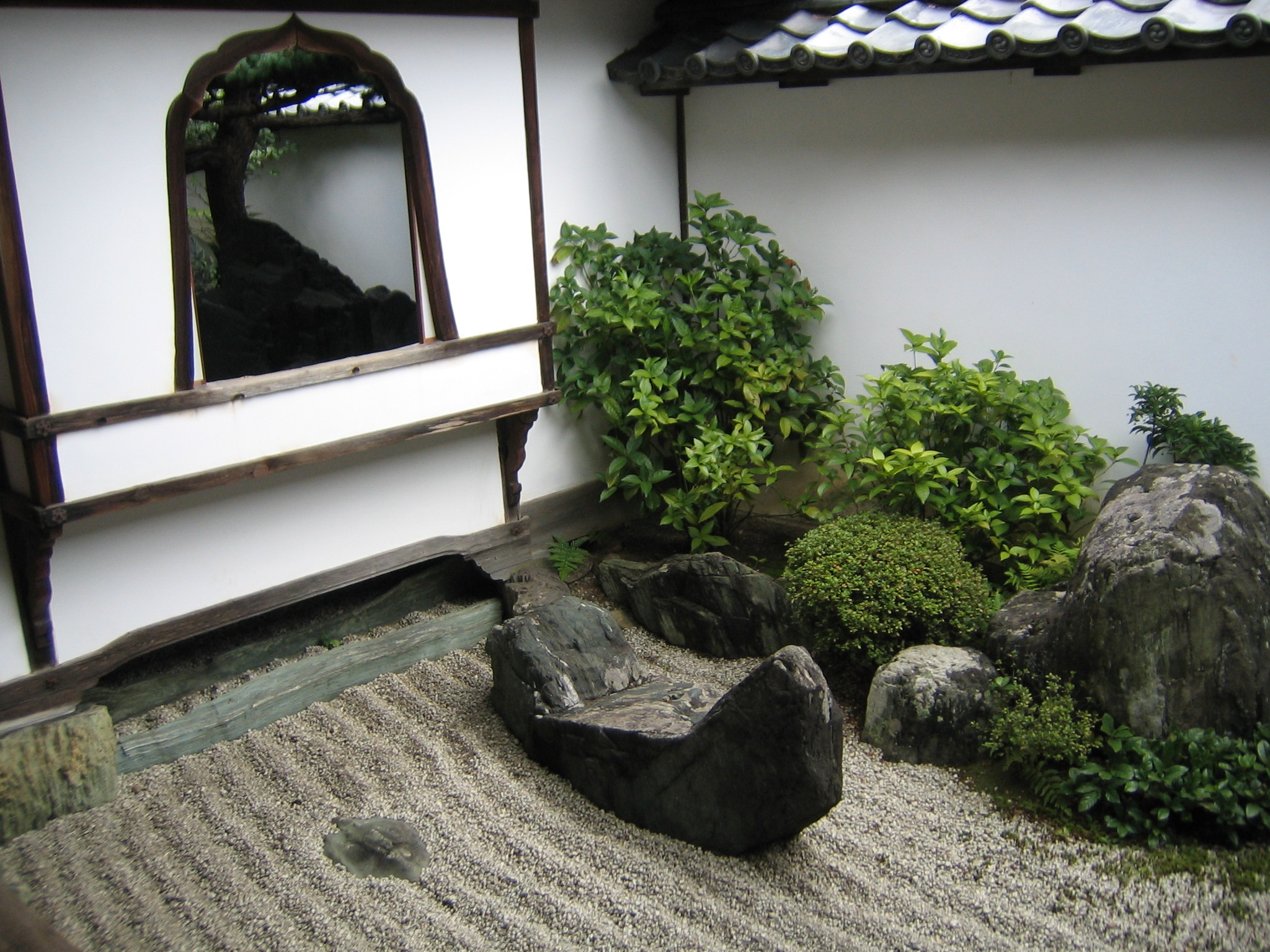
قارب الكنز والسلحفاة.

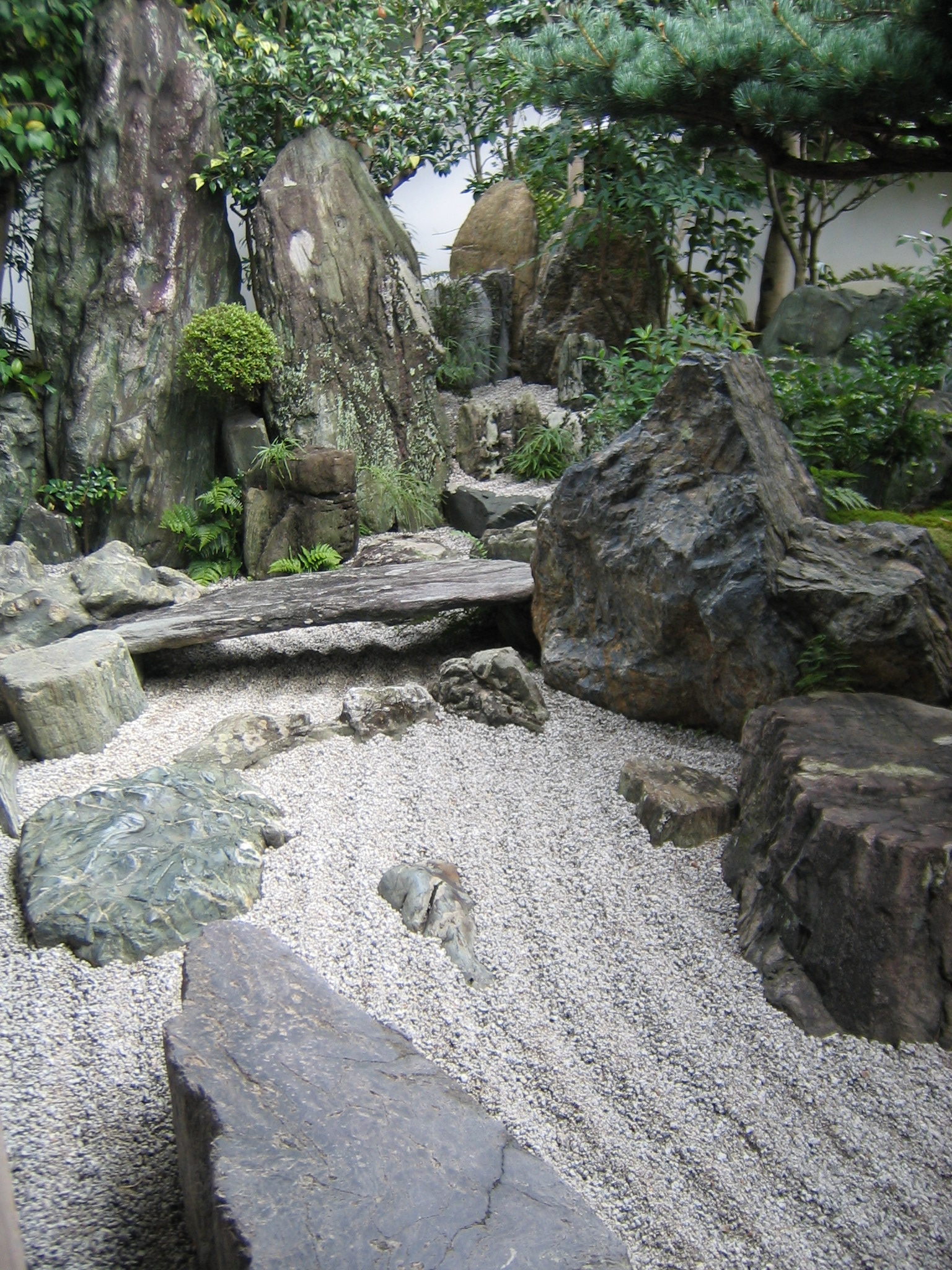
الشلال الجاف.

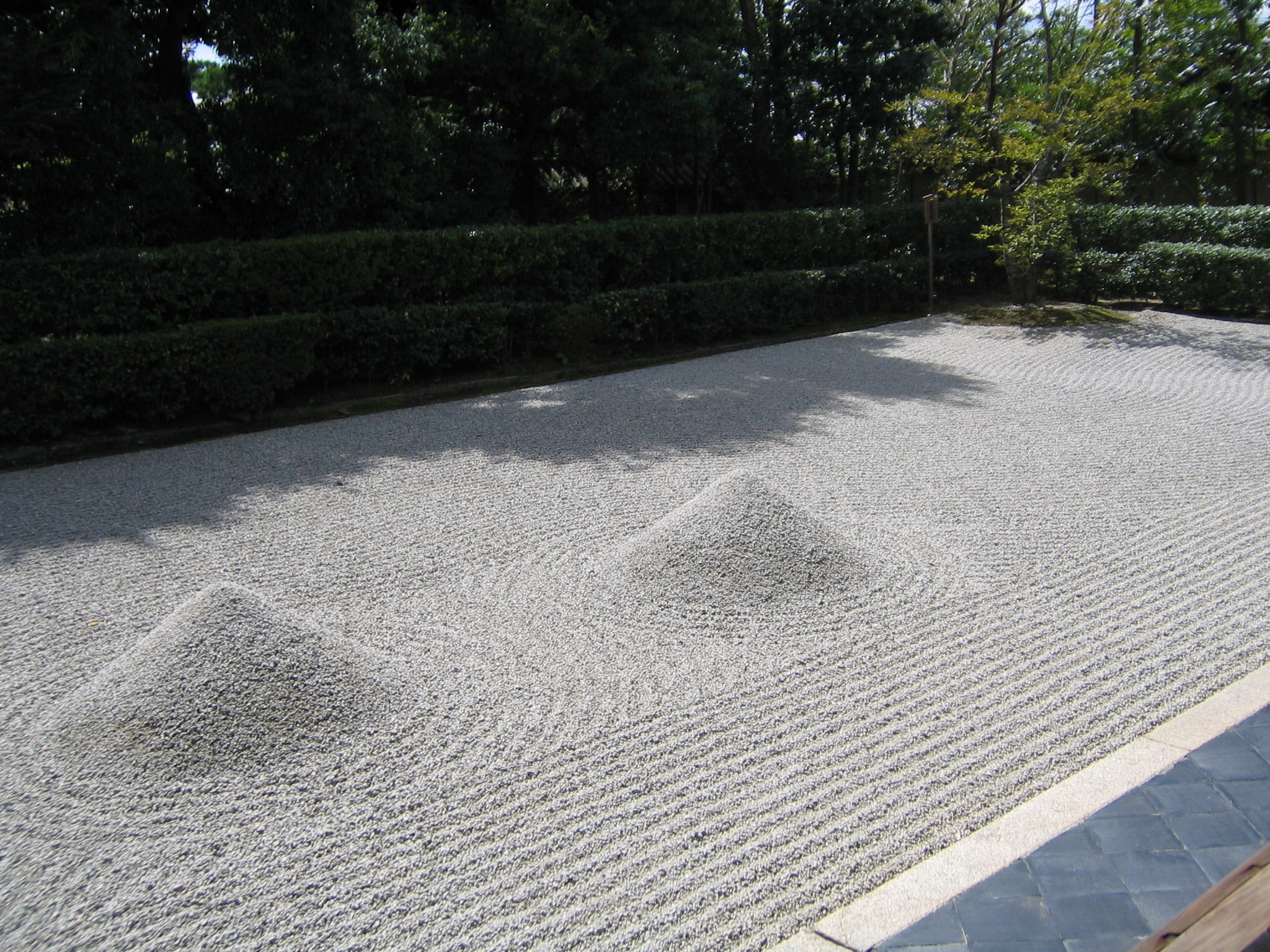
المحيط الكبير.

معبد دايزن-إن (باللغة اليابانية، 大仙 院 ، «مدرسة الناسك العظيم») هو معبد زن بوذي يقع في شمال كيوتو. ويعتبر من أهم مدارس الرينزاي، وينتمي المعبد إلى مجموعة واسعة من المعابد الثانوية للمعبد الرئيسي Daitoku-ji دايتوكو-جي، والذي يعتبرا كنزا وطنيا لليابان.

## الأصل والتاريخ
تأسس المعبد عام 1509م على يد كوغاكو سوكو، خلال فترة موروماتشي. وتقول الأسطورة أن ساوومي Saomi الشهير الذي اشتهر برسم المناظر الطبيعية والرسم بالحبر كما كان راهب زن أيضا هو الذي صمم الحديقة الحجرية الشهيرة بيديه. ومازال المعبد محافظا على شكله الأصلي من تلك الفترة إلى الآن.
ويقال أيضا إن الراهب البوذي تاكوان قام فيه بتدريس المبادئ الرئيسية للكندو لموساشي مياموتو.
سوين أوزيكي الكاهن المسؤول اليوم عن المعبد، مشهور بين السياح بسبب كتاباته البوذية الكثيرة.

## المعبد
لا يزال المعبد يستخدم حاليًا كمكان للصلاة، على مساحة 100 م2 فقط. أين يمكن أيضا إعطاء دروس للتأمل لكل مهتم بما في ذلك الأجانب المهتمين بثقافة الزن البوذية.

### الحديقة
في هذه المساحة، تقع الحديقة حول مبنى واحد. تنقسم الحديقة إلى أربعة أجزاء تشمل أربعة عروض لمناظر طبيعية مختلفة. تم إنشاؤها كعرض ثلاثي الأبعاد للوحات أحادية اللون (sumi-e) من عصر سونغ Song وهو نموذج من الحدائق اليابانية على طراز كاريسانسوي karesansui، أي الحدائق الحجرية الجافة. حيث يتم تمثيل حركات الماء بالحصى بين الحجارة.

#### نهر الحياة
تقع في الركن الشمالي للمعبد، هذه الحديقة هي الأكثر عرضا للوحات الصينية من باقي الأركان. نجد على سبيل المثال لوحة لجبل Horai. يبدأ نهر الحياة من هنا بشلال جاف يمثِّل ضيق وتهور الشباب. أسفل النهر، يتباطأ المجرى إلى حد ما، تمثيلا للحياة الأكثر نضجًا. الأحجار ترمز إلى صعوبات الحياة. يتم اختيار البعض الأحجار لأنماط تذكرنا بالدوامات التي تظهرعلى ظهور الصخر.

#### السلحفاة وقارب الكنز
بعد العبور على باب مميز، نصل إلى أصغر حديقة فمن الحدائق الأربعة، حيث يمكننا أن نرى حجرتين مميزتين تبرزان عن الأحجار الأخرى: إنها «قارب الكنز» ذو الحجم الكبير، وهو ينزل التيار و«السلحفاة» التي لا يرى الناظر سوى ظهرها والتي تبدو أنها تسبح صعودا عكس التيار الذي يبحر فيه القارب. تم إضافة قارب الكنز إلى الحديقة في عام 1959 بعد أن شوهد في السجلات أن مثل هذا الحجر كان موجودًا في الأصل في هذا الموقع.

#### بحر اليابان الداخلي
أهم حديقة في المعبد، والواقعة في الركن الشمالي الغربي، وتمثل بحر اليابان.

#### المحيط الكبير
الممثل هنا هو المحيط الهادي بجبلين وشجرة في القاع ترمز إلى الشجرة حيث وجد بوذا الحكمة. هذه الحديقة بمناظرها الخلابة تفضي إلى التأمل.

### المبنى
لوحات تزين داخل المبنى من قبل ساوومي Soami وكانو موتونابوKanō Motonobu.

## الدخول والزيارات
يجب عليك الذهاب إلى معبد دايتوكو-جي وبعد ذلك الذهاب إلى معبد دايزن-إن. أين يمكنك الاستمتاع بفنجان من الشاي الأخضر داخل المعبد والاستمتاع بمناظر الحدائق المحيطة.